# Retorică vizuală
Retorica vizuală este un cadru teoretic recent dezvoltat care se referă la felul în care imaginile vizuale comunică, spre deosebire de mesajele auditive sau verbale. Retorica vizuală se încadrează, în general, într-un grup de termeni care cuprind alfabetizarea vizuală. Purdue Online Writing Lab (OWL) definește alfabetizarea vizuală ca abilitatea de a "citi" o imagine. Cu alte cuvinte, este abilitatea de a înțelege ce incearca să comunice o imagine. Acest lucru include întelegerea alegerilor creative făcute în imagine, ca de exemplu, coloritul, umbrele, și plasamentul obiectelor. Acest gen de conștientizare provine dintr-o înțelegere a felului cum imaginile comunică semnificații, cunoscută și ca retorică vizuală. Studiul retoricii vizuale e diferit de cel al designului grafic sau vizual prin faptul că pune accentul pe imagini ca expresii senzoriale ale semnificației culturale, spre deosebire de considerații pur estetice. Retorica vizuală a fost abordată dintr-o varietate de domenii academice, precum istoria artei, lingvistica, semiotica, studiile de cultură, comunicarea tehnică și de afaceri, comunicare verbală, și retorica clasică. În consecință, poate fi dificil de a discerne relația exactă dintre variile părți ale retoricii vizuale. Câteva exemple de artefacte pe care le analizează retorii vizuali sunt diagramele, picturile, sculpturile, jocurile video, paginile de internet, reclamele, filmele, arhitectura, ziarele, și fotografiile. Retorica vizuală caută să dezvolte teoria retoricii într-un mod care e mai cuprinzator și mai inclusiv în ce privește imaginile și interpretările lor. Imaginile vizuale și obiectele materiale au devenit mai relevante în lumina recentelor dezvoltări tehnologice pentru a înțelege metodele de comunicare generale. Retorica vizuală este o decizie conștientă, comunicativă; culorile, forma, mediul și mărimea sunt alese cu intenție. Insă, o persoană poate să vină în contact cu un semn (sau simbol), dar dacă persoana nu are legatură cu semnul, mesajul acestuia este arbitrar. De aceea, pentru ca artifactele sau produsele să fie conceptualizate ca retorică vizuală, acestea trebuie sa îndeplineasca următoarele trei caracteristici: trebuie să simbolizeze, să implice intervenția umană, și sa fie prezentate unei audiențe cu scopul de a comunica. 
Simbolizarea face referire la faptul ca imaginea vizuală trebuie sa fie mai mult decât un semn și anume sa aibă un simbol. Semnul comunică când este conectat cu un alt obiect, dar pentru a fi retorică, imaginea vizuală trebuie să fie mai mult decât un semn și să simbolizeze fiind indirect conectat cu referentul său.
Intervenția umană se bazează pe faptul că indivizii sunt implicați în producerea retoricii vizuale atunci când creează o imagine, procesul creator implică decizia conștienta de a comunica și alegerea strategiei de creație, cum ar fi culoarea, forma, dimensiunea imaginii.
Prezența audienței constă în faptul că retorica vizuala implică ideea audienței reale în scopul comunicării cu aceasta. Audiența poate fi constituită din creatorul imaginii sau privitori care să interpreteze imaginea.